# Per-Arne Berglund
Per-Arne Berglund, född 20 januari 1927 i Örebro Olaus Petri församling, död 6 januari 2002 i Längbro församling, Örebro län, var en svensk friidrottare (spjutkastning).
Han tävlade för IF Start i Örebro.

## Främsta meriter
Berglund var svensk rekordhållare i spjut 1951–1954. Han vann också sex SM-tecken i grenen. Han kom tia i spjut vid OS både 1948 och 1952 och vann silver vid EM 1950. Han var även världsetta 1949.

## Karriär (Spjutkastning)
Per-Arne Berglund var med vid OS i London 1948, där han kom på tionde plats i spjut med 62,62.
1949 kastade Berglund 73,55 i spjut, ett resultat som räckte till att toppa världsstatistiken.
1950 vann Berglund SM i spjut på 69,02. Den 27 augusti var han även med vid EM i Bryssel där han vann silvermedaljen på 70,06.
Även 1951 vann han SM (70,81). Den 26 augusti 1951 slog han även Lennart Atterwalls svenska rekord i spjut från 1937 (74,77) med ett kast på 75,25. Rekordet stod sig till 1954 när Knut Fredriksson förbättrade det.
1952 var Berglund med vid OS i Helsingfors där han kom tia i spjut med 67,47. Han vann även SM detta år (69,39).
Han vann ytterligare tre SM-tecken åren 1955-1957, på 71,57, 74,85 resp. 69,99.

### Övrigt
Han utsågs 1951 till Stor grabb nummer 147.
Han hamnade på Track & Fields världsranking åren 1948–1952 på platserna 9, 4, 2, 4 resp. 10.